# Synaldis megaseliae
Synaldis megaseliae är en stekelart som beskrevs av Fischer 1967. Synaldis megaseliae ingår i släktet Synaldis och familjen bracksteklar. Inga underarter finns listade i Catalogue of Life.